# Ponikovica
Ponikovica (Servisch cyrillisch Пониковица) is een plaats in de Servische gemeente Užice. De plaats telt 362 inwoners (2002).